# Ebba Nordenadler
Ebba Carolina Magdalena Nordenadler, född Wester 18 mars 1864 i Hudiksvall, död 19 november 1931, var en svensk översättare och författare.
Utöver sina uppåt 200 översättningar från engelska, franska, tyska, danska och norska – huvudsakligen populärlitteratur, pojk- och flickböcker samt detektivromaner – skrev Ebba Nordenadler själv barn- och flickböcker och utgav Lorentz Nordenadlers (1758–1837) En gammal officers minnen (Skoglund, 1907).
Nordenadler var dotter till prosten och kyrkoherden Marcus Olof August Wester och Hilda Benigna Eleonora Adelaide Engelke. Hon gifte sig 1894 i Stockholm med jägmästaren Arvid Herman Nordenadler (1865–1944).

### Översättningar (urval)
- Frederic William Farrar: Eric Williams: en berättelse om skolan i Roslyn (Beijer, 1895)
- Maarten Maartens: Arnout Oostrum: en holländsk berättelse (Beijer, 1896)
- Frances Hodgson Burnett: Sara Crewe eller hvad som hände hos fröken Minchin (Beijer, 1896)
- Charlotte Niese: Erika (Beijer, 1897)
- Oliver Vernon Caine: Inför Napoleon: en engelsk gosses äfventyr i det napoleonska kriget (Samuelsson, 1899)
- J.M. Barrie: Känslosamma Tommy (Beijer, 1899)
- Beatrice Harraden: Fågelfängaren (Hansen, 1900)
- Egerton Castle: I ungdomens vår (Hansen, 1900)
- Silas K. Hocking: Fyren på Trollön (Beijer, 1903)
- Onoto Watanna: Wistarias giftermål: en roman från Japan (Wahlström & Widstrand, 1904)
- Ernest William Hornung: Skuggan af repet (Skoglund, 1904)
- Laurids Bruun: Alla syndares konung (Wahlström & Widstrand, 1904)
- Sophie Breum: Konungabarn (Skoglund, 1905)
- Robert Michael Ballantyne: Martin Rattler eller en gosses äfventyr i Brasiliens skogar (Beijer, 1906)
- Helene Vacaresco (Elena Văcărescu): Konungens gemål (Wahlström & Widstrand, 1907)
- Charles Kingsley: Heroerna eller grekiska sagor för ungdom (Beijer, 1907)
- Richard Dallas: På orätt spår: detektivroman (Skoglund, 1907)
- Gaston Leroux: Det gula rummets hemlighet (Geber, 1908)
- Roman Doubleday: Hvem var det?: amerikansk detektivroman (Ad. Johnson, 1909)
- Emmuska Orczy: Lady Molly: en kvinnlig detektivs äfventyr (Geber, 1910)
- Elizabeth Dejeans: En kontorsflickas roman (Wahlström & Widstrand, 1910)
- Gilbert Parker: Vildmarkens vagabond (Nordiska förlaget, 1911)
- Maud Churton Braby: Våra dagars äktenskap och sättet att finna sig i dem (Geber, 1911)
- Hanns von Zobeltitz: När lyckan tynger (Nordiska förlaget, 1913)
- Maurice Leblanc: Kristallproppen (Geber, 1913)
- Robert Leighton: Kapten Nat's skatt (Adolf Johnson, 1913)
- William Reginald Hodder: Gryningens dotter: en sann berättelse om maoriernas magi (Ad. Johnson, 1915)
- Sax Rohmer: Sivas rop (Geber, 1918)
- Washington Irving: Sagor från Alhambra (Svensk läraretidning, 1919) (Barnbiblioteket Saga, 69)
- William Thackeray: Rosen och ringen (Svensk läraretidning,1920) (Barnbiblioteket Saga, 74)
- Hugh Walpole: Hertiginnan av Wrexe, hennes avtynande och död (Geber, 1923)
- Nathaniel Hawthorne: Det gyllene skinnet: grekiska sagor (Svensk läraretidning,1924)
- Niels Meyn: Tre flickor på äventyr (B. Wahlström, 1925)
- Edward S. Ellis: Kolonisterna vid Ohiofloden (1925)
- Arnold Bennett: Hans livs stora äventyr (Adolf Johnson, 1925)
- Anna Baadsgaard: En modern flicka (B. Wahlström, 1925)
- Edith Nesbit: Drakarnas bok: sagor (Bonnier, 1926)
- Charlotte Mary Yonge: Hjältar och kungar från Albions ö (Svensk läraretidning, 1927)
- Angela Brazil: Skolan vid havet (Bonnier, 1927)
- Louisa May Alcott: Unga kvinnor (B. Wahlström, 1928)
- Kathrine Lie: Lilla guvernanten (B. Wahlström, 1928)
- Charles och Mary Lamb: Mycket väsen för ingenting och andra av Shakespeares dramer berättade för barn och ungdom (Svensk läraretidning, 1928) (Barnbiblioteket Saga, 125)
- John Hunter: Den namnlösa öns hemlighet (Bonnier, 1929)